# Dara Calleary
Dara Calleary, né le 10 mai 1973 à Ballina, est un homme politique irlandais, membre du Fianna Fáil. 
Il est Teachta Dála (député) pour la circonscription de Mayo depuis les élections générales de 2007. 
Il est aussi Ministre de l'Agriculture et de la Marine de juillet à août 2020. Il est Chef adjoint du Fianna Fáil de 2018 à 2020. Il est Secrétaire d'État au Travail de 2009 à 2011.